# LACNIC
El Registro de Direcciones de Internet de América Latina y Caribe o LACNIC (del inglés: Latin America and Caribbean Network Information Center) es una organización no gubernamental internacional cuyo acuerdo constitutivo se llevó a cabo en Santiago de Chile el 23 de agosto de 1999 (resolución 99.78 de la ICANN), y establecida en Uruguay en el año 2002[cita requerida]. Su función es la asignación y administración de los recursos de numeración de Internet (IPv4, IPv6), Números Autónomos y Resolución Inversa para la región.
LACNIC contribuye al desarrollo de Internet en la región mediante una política activa de cooperación, promueve y defiende los intereses de la comunidad regional y colabora en generar las condiciones para que Internet sea un instrumento efectivo de inclusión social y desarrollo económico de América Latina y el Caribe.
Es administrada y dirigida por un Directorio de siete miembros elegidos por sus asociados, un conjunto de más de 7000 entidades que operan las redes y brindan servicios en 33 territorios de América Latina y el Caribe.

## Visión y misión
Visión
Liderar el fortalecimiento de Una Internet, Abierta, Estable y Segura al servicio del desarrollo de América Latina y el Caribe, impulsando el modelo colaborativo de Internet.
Misión
Administrar los recursos numéricos de Internet de América Latina y el Caribe a través del desarrollo participativo de políticas, basados en una cultura de excelencia, transparencia y mejora continua, agregando valor a nuestra comunidad mediante:
1. la construcción de capacidades en la comunidad regional a través de capacitación, cooperación y colaboración con otras entidades;
2. el involucramiento en foros de la industria y de Gobernanza de Internet aportando una perspectiva regional;
3. el fortalecimiento del modelo de múltiples partes interesadas (Multi Stakeholder), participativo y "bottom-up" de Gobernanza de Internet; y
4. la promoción del uso y desarrollo de estándares de Internet involucrando a la comunidad regional en el proceso.

Siendo un referente regional permanente en temas vinculados al desarrollo de Internet.

## Área de Cobertura
LACNIC ofrece sus servicios en 33 territorios del Caribe y América Latina incluidos:
- Argentina
- Aruba
- Belice
- Bolivia
- Bonaire
- Brasil
- Chile
- Colombia
- Costa Rica
- Cuba
- Curazao
- Ecuador
- El Salvador
- Islas Malvinas (en inglés: Falkland Islands)[nota 1]
- Guatemala
- Guyana
- Guayana Francesa
- Haití
- Honduras
- México
- Nicaragua
- Panama
- Paraguay
- Perú
- República Dominicana
- Saba
- San Eustaquio
- San Martin
- Islas Georgias del Sur y Sandwich del Sur
- Suriname
- Trinidad y Tobago
- Uruguay
- Venezuela

## Membresía
La membresía de LACNIC hoy supera los 8500 asociados y se establece en las siguientes categorías:
1 – Asociados Activos Fundadores de LACNIC:
- AHCIET (Asociación Hispanoamericana de Centros de Investigación y Empresas de Telecomunicaciones),
- CABASE (Cámara Argentina de Bases de Datos y Servicios en Línea),
- CGI-Br (Comité Gestor Internet de Brasil),
- eCOMLAC (Federación Latinoamericana y Caribeña para Internet y el Comercio Electrónico),
- ENRED (Foro de Redes de América Latina y el Caribe) y
- NIC-Mx (NIC México)

2 – Asociados Activos A:
Aquellos que reciban espacio de direcciones IP directamente de LACNIC, o indirectamente a través de los registros nacionales Nic Brasil y Nic México, o quienes recibieron espacio de ARIN y corresponden al espacio de direcciones adjudicado a LACNIC, y soliciten ser admitidos.
3 – Asociados Adherentes:
- Organizaciones que residan en LAC o cuyas actividades se desarrollen principalmente en LAC, vinculadas al desarrollo de Internet y/o formadas por proveedores de servicios de acceso a Internet, que hagan una contribución relevante a las políticas vinculadas a Internet en la región, que acuerden con los objetivos de LACNIC y soliciten ser admitidos.

- Organizaciones que administren direcciones IP fuera del espacio de direcciones adjudicados a LAC y estén geográficamente ubicados en LAC.

- Aquellas personas, sociedades o instituciones que sean designadas como tales por decisión de la Asamblea de asociados, en mérito a la actividad que realizan en beneficio de los objetivos de LACNIC.

- Aquellas personas físicas o jurídicas que efectúen aportes económicos significativos al sostenimiento de LACNIC.

Las organizaciones que solo reciban un ASN no son miembros de LACNIC.